# Звенигородский музей-заповедник
Звенигородский государственный музей-заповедник — музей в Звенигороде, открытый в 1920 году.

## История
В 1920 году в Звенигороде открыли музей в усадьбе Введенское (её последний владелец — граф А. В. Гудович); он включил в себя большую часть из собрания усадьбы и единичные предметы из других усадеб — Большие Вязёмы, Кораллово, Анашкино, Ильинское, Поречье и других. В то же время в усадьбе Ершово состоялось открытие музея помещичьего быта. Саввино-Сторожевский монастырь, закрытый в 1919 году, был взят под охрану музейным отделом Наркомпроса как ансамбль памятников, уникальный в своём роде.
В июле 1920 года на территориях Саввино-Сторожевского монастыря располагался санаторий Наркомата здравоохранения, а также Музей церковной старины; основная часть его коллекции состояла из монастырской ризницы, библиотеки, архива и «обстановки в бывшем дворце бывшего царя Алексея Михайловича Романова».
В 1922 году было принято решение объединить все три музея в стенах монастыря под общим названием Музей церковной старины и помещичьего быта. В то время в собрание музея вошли: часть коллекции керамики Гудовича, коллекция восточного и русского оружия и художественного металла, взятого из собрания Голицыных, русская и западноевропейская живопись и гравюры. В том же году монастырь как памятник архитектуры XV—XVII веков передали в ведение, а также под охрану Музейного отдела Главнауки Наркомпроса.
Музей прекращал работать дважды — в 1927 и в 1939 годах; в результате заповедник почти полностью утратил своё начальное собрание. В 1944 году музей открылся снова, и сейчас в его фондах насчитывается около 50 000 экспонатов; к сожалению, только лишь единичные экземпляры предметов первой коллекции дошли до наших дней.
В 1927 году в монастыре организовали колонию для беспризорных детей (она занимала Дворец царя Алексея Михайловича, половину Трапезной палаты XVII века и часть Царицыных палат). Остальные здания находились в ведении Наркомата здравоохранения. И. Э. Грабарь вывез в Москву для реставрации храмовую икону Рождества Пресвятой Богородицы, а также другие иконы из Рождественского собора монастыря. Однако иконы в монастырь не вернулись; дальнейшая судьба её неизвестна.
В 1928 году колония была выведена из монастыря. Здания, которые ею были заняты, расположенные как внутри, так и за стенами монастыря, передали ВЦСПС, чтобы организовать там «дом отдыха трудящихся им. Рыкова». Музей открыли снова; для этого ему передали Рождественский собор, Троицкую церковь, восточную половину Трапезной палаты, первый этаж Казначейского корпуса, звонницу, Красную и северо-восточную угловую башни. Помимо этого, музей получил как филиал Успенский собор на Городке, службы в котором незадолго до этого были прекращены властями. При реорганизации музею был придан большей частью краеведческий уклон.
В 1939 году музей в монастыре опять оказался закрытым — по распоряжению Народного комиссариата обороны, а бо́льшая часть его коллекций попала в Областной краеведческий музей города Истры, ещё часть была распределена по музеям Москвы. Территорию Саввино-Сторожевского монастыря передали военному ведомству для размещения воинской части.
6 мая 1944 года по решению Мособлсовета Звенигородский музей восстановили, но не на территории монастыря, а в Успенском соборе на Городке, а также зданиях его служб.
В 2006 году в экспозиции «Покои боярынь XVII века» закончилась реконструкция залов; исторические интерьеры столовой палаты и светлицы, обновлённые реставраторами, в настоящее время представлены вниманию посетителей. В центральной части Царицыных палат временно расположены музейные выставки.
На декабрь 2010 года в музее работают 96 сотрудников, из них 13 научных.
В 2022 году переименован из Звенигородского историко-архитектурного и художественного музея в Звенигородский государственный музей-заповедник.

## Расположение
Музей находится в двух километрах от центра Звенигорода, непосредственно на территории Саввино-Сторожевского монастыря, являющегося уникальным архитектурным комплексом.

## Структура
- В музее имеются архив, научная библиотека, реставрационные мастерские.

## Единицы хранения
- 61 100, из них 48 600 — предметы основного фонда.
- Наиболее ценные и уникальные коллекции:
  - Иконостас середины XVII века — 57 икон;
  - Коллекция народного художника РФ профессора Б. Н. Яковлева — 224 единицы хранения;
  - Коллекция изделий народных промыслов Звенигородского уезда, в том числе собрание художественного плетения конца XIX — начала XX века и образцов плетения вязёмских мастеров — 420 единиц хранения[4].

## Издания, выпущенные музеем[4]
- Сокровища музеев Подмосковья. — Иван-пресс, 1996.
- Сокровища Звенигородского музея.
- Полное собрание русских летописей. — М.: Археографический центр, 1995.
- Звенигород — жемчужина России. — М.: Московская типография № 5, 1994.
- Житие Саввы Сторожевского. — М.: Археографический центр, 1994.
- Стоенко Г. А., Тютюнникова И. Т., Кондрашина В. А., Седов Д. А. и др. (совместно с Администрацией городского округа Звенигород). Звенигород и окрестности. — Звенигород, 2007.
- Тютюнникова И. В. Саввино-Сторожевский монастырь в Звенигороде. Путеводитель. — М.: Северный паломник, 2007.